# Il piccolo popolo dei grandi magazzini
Il piccolo popolo dei grandi magazzini è un romanzo fantasy umoristico del 1989 dello scrittore inglese Terry Pratchett, pubblicato da Salani.

## Trama
Un piccolo gruppo di gnomi (meglio detti  "niomi"), guidato dal giovane Masklin, vive in condizioni precarie in un prato vicino ad un'autostrada. In cerca di un miglior posto dove vivere, salgono su un camion del supermarket F.lli Arnold, portando con sé la Cosa, un cubo cui attribuiscono tradizionalmente facoltà profetiche. 
Gli niomi arrivano all'emporio e trovano sotto i pavimenti altri niomi come loro. Questi mostrano loro l'Emporio con le relative categorie. Questi niomi credono che il creatore di tutto sia "F.lli Arnold (dal 1905)" da loro venerato come un dio, e che non esista nulla al di fuori dell'Emporio. 
Dentro all'emporio, gli niomi venuti dall'Esterno hanno qualche problema ad adattarsi (e viceversa), quando la Cosa si attiva, rivelando agli niomi di essere, in realtà un computer, in grado di funzionare in presenza di elettricità. La Cosa avvisa gli gnomi del fatto che - secondo le trasmissioni locali - l'emporio verrà distrutto entro pochi giorni. Masklin quindi guiderà tutti gli niomi verso la salvezza, e insieme ruberanno un camion per salvarsi. Sfuggiti alla polizia che li insegue, gli niomi si stabiliscono in una cava abbandonata alla periferia della città, situata vicino all'aeroporto. Quando la Cosa rivela agli niomi che loro vengono da una stella lontana e che devono ritornarci, Masklin si chiede se sarebbe possibile rubare un aereo.

## Personaggi
- Masklin. Masklin è un giovane niomo venuto da fuori dall'Emporio. È coraggioso e sarà colui che salverà tutti i niomi aiutandoli a rubare un camion del supermarket per fuggire.
- Torrit. È il più anziano e in quanto tale capo del popolo dei niomi dell'Esterno, ma manca dell'iniziativa del giovane Masklin, che di fatto diviene il nuovo capo.
- Il Priore. Il Priore è lo niomo più potente dell'Emporio. È molto anziano ed è il capo della religione che venera F.lli Arnold. Prima di morire lascia la sua poltrona di priore a Gurder, il suo più fidato seguace.
- Gurder. Gurder è il segretario del Priore; gli succede diventando lui stesso priore. Insieme a Masklin guida in salvo i niomi.
- F.lli Arnold. F.lli Arnold è il presunto creatore dell'Emporio. L'Emporio è stato costruito nel 1905. I niomi venerano F.lli Arnold come un dio e lo pregano.
- Prezzi Stracciati. Prezzi Stracciati nella realtà non è altro che un cartellone, ma i niomi credono sia un mostro che si aggira di notte nell'Emporio. Verso la fine del libro, i niomi credono che l'uomo della sorveglianza con una torcia in mano, sia in realtà il terribile Prezzi Stracciati. Da quel momento in poi, tutti quelli che sono nascosti nell'ombra e che hanno una torcia, verranno identificati dai niomi come Prezzi Stracciati.
- Nonna Morkie. Morkie è la nioma più vecchia del gruppo, ma comunque energica e dal carattere molto deciso.
- La Cosa. La Cosa è un oggetto in possesso dai niomi da diverse generazioni ed è un computer molto avanzato, fabbricato da niomi millenni prima. La Cosa riesce a parlare e a ragionare su ciò che dice chi gli sta parlando; è alimentata dall'elettricità, che è anche in grado di assorbire a brevi distanze dalle apparecchiature. Per secoli, in assenza di alimentazione, è stata inattiva, e la sua funzione originale è stata dimenticata fino a essere considerata un feticcio o un portafortuna. La Cosa si riattiva, con sorpresa di tutti, in presenza dell'elettricità dell'Emporio. Quando Masklin non saprà più procurarsela, lontano da ambienti ove siano presenti macchinari elettrici, essa si spegnerà.
- Grimma. Grimma è una giovane nioma di 3 anni che accompagna Masklin lungo il suo viaggio.

## Libri successivi della trilogia
- Il piccolo popolo all'aria aperta (Diggers, 1990): dove si narrano le vicissitudini dei niomi nel loro nuovo rifugio, una cava abbandonata.
- Il piccolo popolo decolla (Wings, 1990): dove si narra il viaggio avventuroso di Masklin, Gurder e Angalo verso la Florida, per avvicinare la Cosa a un satellite artificiale e richiamare "la Nave". Questo libro conclude la trilogia.

## Citazioni
- I viaggi di Gulliver di Jonathan Swift
- Alice nel paese delle meraviglie di Lewis Carroll

## Edizioni
- Terry Pratchett, Il piccolo popolo dei grandi magazzini, Salani, 2009,  pp. 205 cap. 14, ISBN 978-88-8451-565-0.